# ヨシプ・ピヴァリッチ
ヨシプ・ピヴァリッチ（Josip Pivarić、1989年1月30日 - ）は、クロアチア・ザグレブ出身の元プロサッカー選手。元サッカークロアチア代表。現役時代のポジションはDF(LSB)。

## 経歴

### クラブ
地元クラブであるNKディナモ・ザグレブの下部組織出身。2008年にトップチームに昇格し、すぐにNKロコモティヴァ・ザグレブにレンタル移籍。レンタルから復帰後、2012年2月25日のNKカルロヴァツ戦で念願のトップチームデビューを果たした。
2017年8月8日、3年契約でウクライナのFCディナモ・キーウに移籍。

### 代表
2013年8月14日、ファドゥーツで開催されたリヒテンシュタイン戦でクロアチア代表デビュー。
2018年夏、2018 FIFAワールドカップに参加。

## 所属クラブ
ユース
- NKディナモ・ザグレブ 1999-2008

プロ
- NKディナモ・ザグレブ 2008-2017

→ NKロコモティヴァ・ザグレブ 2008-2012 (loan)
- FCディナモ・キーウ 2017-2020
- NKロコモティヴァ・ザグレブ 2020-2023

## 代表歴

### 出場大会
- クロアチア代表
  - 2018 FIFAワールドカップ

### 試合数
- 国際Aマッチ 26試合 0得点（2013年-2018年）[2]

| クロアチア代表 | 国際Aマッチ | 国際Aマッチ |
| 年             | 出場        | 得点        |
| -------------- | ----------- | ----------- |
| 2013           | 2           | 0           |
| 2014           | 0           | 0           |
| 2015           | 3           | 0           |
| 2016           | 4           | 0           |
| 2017           | 9           | 0           |
| 2018           | 8           | 0           |
| 通算           | 26          | 0           |